# Hälltjärnen (Kalls socken, Jämtland)
Hälltjärnen är en sjö i Åre kommun i Jämtland och ingår i Indalsälvens huvudavrinningsområde.